# Urbanus (Toreut)
Urbanus war ein antiker römischer Toreut (Metallarbeiter), der im ersten Viertel des 1. Jahrhunderts in Aquileia tätig war.
Urbanus ist heute nur noch aufgrund eines Signaturstempels auf einer Bronzekasserolle bekannt. Diese wurde in  Haltern am See, Kreis Recklinghausen, Nordrhein-Westfalen gefunden. Heute befindet sich das Stück in der Antikensammlung in Berlin. Die Signatur lautet: lateinisch VRBANVS EPIDI.

## Einzelbelege
1. ↑  Inventarnummer Fr. 583 / Misc. 2842; Richard Petrovszky: Studien zu römischen Bronzegefäßen mit Meisterstempeln. Leidorf, Buch am Erlbach 1993, S. 311 Nr. U.01.01; CIL 13, 10036,08; Eintrag der Museumsdatenbank.

| Personendaten    | Personendaten                              |
| ---------------- | ------------------------------------------ |
| NAME             | Urbanus                                    |
| KURZBESCHREIBUNG | antiker römischer Toreut                   |
| GEBURTSDATUM     | 1. Jahrhundert v. Chr. oder 1. Jahrhundert |
| STERBEDATUM      | 1. Jahrhundert oder 2. Jahrhundert         |